# Wenwuba (köpinghuvudort i Kina, Jiangxi Sheng, lat 25,60, long 115,80)
Wenwuba är en köpinghuvudort i Kina. Den ligger i provinsen Jiangxi, i den sydöstra delen av landet, omkring 340 kilometer söder om provinshuvudstaden Nanchang. Antalet invånare är 96 066. Befolkningen består av 45 496 kvinnor och 50 570 män. Barn under 15 år utgör 25,0 %, vuxna 15-64 år 68 %, och äldre över 65 år 6,0 %.
Runt Wenwuba är det ganska tätbefolkat, med 155 invånare per kvadratkilometer. Närmaste större samhälle är Huichang, 1,9 km väster om Wenwuba. I omgivningarna runt Wenwuba växer huvudsakligen savannskog.
Genomsnittlig årsnederbörd är 1 965 millimeter. Den regnigaste månaden är maj, med i genomsnitt 358 mm nederbörd, och den torraste är oktober, med 19 mm nederbörd.